# Gigg Lane
Gigg Lane – stadion piłkarski w Bury w hrabstwie Wielki Manchester (niegdyś w hrabstwie Lancashire), na którym swoje mecze rozgrywają zespoły Bury oraz FC United of Manchester. 
Pierwszy mecz na Gigg Lane odbył się 12 września 1885 roku. W 1953 roku zainstalowano sztuczne oświetlenie. W latach sześćdziesiątych XX wieku stadion osiągnął maksymalną pojemność 35 000 miejsc. W latach 2005–2014 ze stadionu korzystał zespół FC United of Manchester
Na stadionie rozgrywane są również mecze rugby, krykietu i futbolu amerykańskiego.